# یوبتا
یوبتا (به پرتغالی: Ubatã) یک شهرستان برزیل در برزیل است که در باهیا واقع شده‌است.